# Гигевич, Сергей Михайлович
Сергей Михайлович Гигевич (бел. Сяргей Міхайлавіч Гігевіч; род. 26 января 1987, Борисов, Минская область) — белорусский футболист, полузащитник; тренер.

## Карьера

### Клубная
Начал карьеру в столичном «РУОР», потом попал в минское «Динамо», где провел несколько хороших сезонов. В 2010 году стал игроком «Минска» и закрепился в основе. В июле 2013 года покинул основной состав «Минска», но продолжил выступать за дубль.
В январе 2014 года пополнил состав дебютанта Высшей лиги «Слуцка», но в марте того же года, перед самым стартом чемпионата, контракт со «Слуцком» был разорван. В результате в апреле 2014 года стал игроком «Ислочи».
В июле 2014 года Гигевич покинул «Ислочь» в связи с окончанием контракта, а в августе стал игроком «Витебска». Помог витебскому клубу вернуться в Высшую лигу по итогам сезона 2014. В январе 2015 года оставил «Витебск» по окончании контракта.
С февраля 2015 года снова оказался в «Ислочи», и в итоге начал в этом клубе сезон 2015. Однако, из-за травм играл мало, а в июле покинул команду. В августе подписал контракт со «Сморгонью».
В начале 2016 года стал игроком клуба «Орша». Покинул команду по завершении сезона 2017.

### Международная
Был включен в состав молодёжной сборной Беларуси на Молодёжный Чемпионат Европы 2009 в Швеции.

### Тренерская
После ухода из «Орши» работал детским тренером. В январе 2019 года вошёл в тренерский штаб футбольного клуба «НФК Крумкачы». В мае после отставки главного тренера Алексея Кучука также покинул команду.

## Достижения
- Чемпион Беларуси: 2004
- Серебряный призёр Чемпионата Беларуси: 2005, 2006, 2008, 2009
- Бронзовый призёр чемпионата Беларуси: 2010
- Обладатель Кубка Беларуси: 2012/13

## Статистика
| Сезон    | Дивизион | Клуб           | Страна                    | Матчи | Голы |
| -------- | -------- | -------------- | ------------------------- | ----- | ---- |
| 2002     | Д3       | РУОР           | Флаг Беларуси (1995—2012) | 2     | 0    |
| 2003     | Д3       | РУОР           | Флаг Беларуси (1995—2012) | 9     | 1    |
| 2004     | Д1       | Динамо (Минск) | Флаг Беларуси (1995—2012) | 4     | 0    |
| 2005     | Д1       | Динамо (Минск) | Флаг Беларуси (1995—2012) | 15    | 2    |
| 2006     | Д1       | Динамо (Минск) | Флаг Беларуси (1995—2012) | 14    | 1    |
| 2007     | Д1       | Динамо (Минск) | Флаг Беларуси (1995—2012) | 17    | 2    |
| 2008     | Д1       | Динамо (Минск) | Флаг Беларуси (1995—2012) | 16    | 4    |
| 2009     | Д1       | Динамо (Минск) | Флаг Беларуси (1995—2012) | 12    | 0    |
| 2010     | Д1       | Минск          | Флаг Беларуси (1995—2012) | 13    | 4    |
| 2011     | Д1       | Минск          | Флаг Беларуси (1995—2012) | 15    | 1    |
| 2012     | Д1       | Минск          | Флаг Беларуси             | 29    | 4    |
| 2013     | Д1       | Минск          | Флаг Беларуси             | 11    | 0    |
| 2014 (1) | Д2       | Ислочь         | Флаг Беларуси             | 10    | 0    |
| 2014 (2) | Д2       | Витебск        | Флаг Беларуси             | 10    | 1    |
| 2015 (1) | Д2       | Ислочь         | Флаг Беларуси             | 5     | 0    |
| 2015 (2) | Д2       | Сморгонь       | Флаг Беларуси             | 12    | 0    |
| 2016     | Д2       | Орша           | Флаг Беларуси             | 19    | 2    |
| 2017     | Д2       | Орша           | Флаг Беларуси             | 17    | 2    |